# 諾曼縣
諾曼縣（英語：Norman County）是美國明尼蘇達州西北部的一個縣，西鄰北達科他州。面積2,271平方公里。根據美國2000年人口普查，共有人口7,442人。縣治埃達 (Ada)。
成立於1881年2月17日，縣名紀念當地的挪威移民。